# احمدآباد (جناح)
 أحمدآباد قرية صغيرة تتبع بلدة جناح ( بالفارسية: بخش جناح ) من توابع مدينة بستك وتقع في محافظة هرمزغان في جنوب إيران.

## وصلات خارجية
- التقسيمات الإدارية لمحافظة هرمزغان